# IPhone 16 Pro
iPhone 16 Pro и iPhone 16 Pro Max — смартфоны, разработанные, созданные и продаваемые компанией Apple Inc. Они являются восемнадцатым поколением флагманских iPhone, сменившим iPhone 15 Pro и iPhone 15 Pro Max. Устройства были представлены вместе с iPhone 16 на специальном мероприятии Apple в Apple Park в Купертино, Калифорния, 9 сентября 2024 года. Продажи начались 20 сентября 2024 года.

## Спецификация

### Дизайн и изображение
iPhone 16 Pro оснащён 6,3-дюймовым OLED-дисплеем Super Retina XDR, а iPhone 16 Pro Max предлагает более крупный 6,9-дюймовый дисплей. Обе модели продолжают дизайн дисплея «от края до края», но имеют более тонкие границы, что делает их «самыми тонкими моделями на сегодняшний день среди всех iPhone». Модели Pro выпускаются с отделкой из белого титана, титана пустыни, натурального титана и чёрного титана, предлагая лёгкий и устойчивый к царапинам корпус.

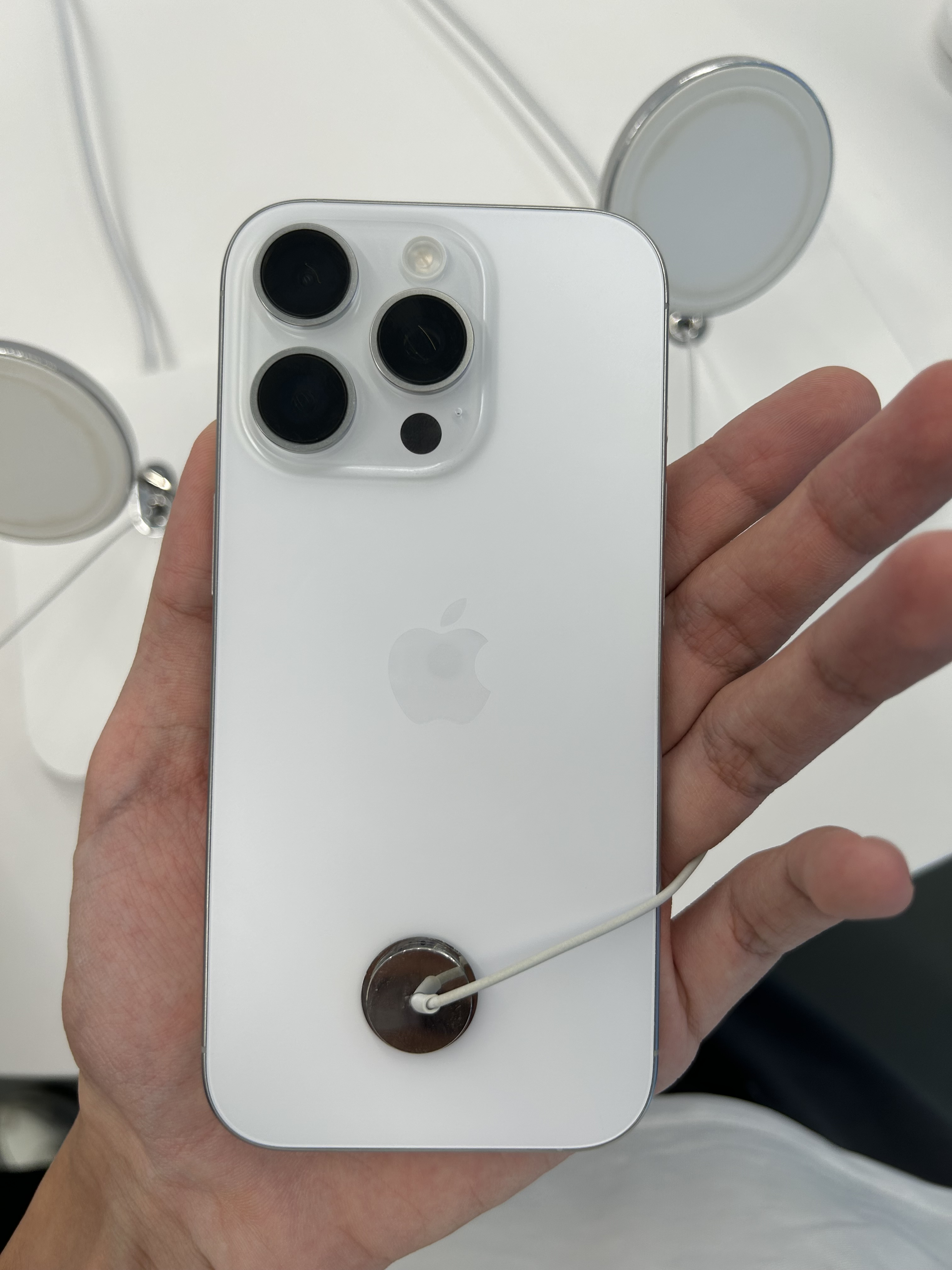
Белый титан
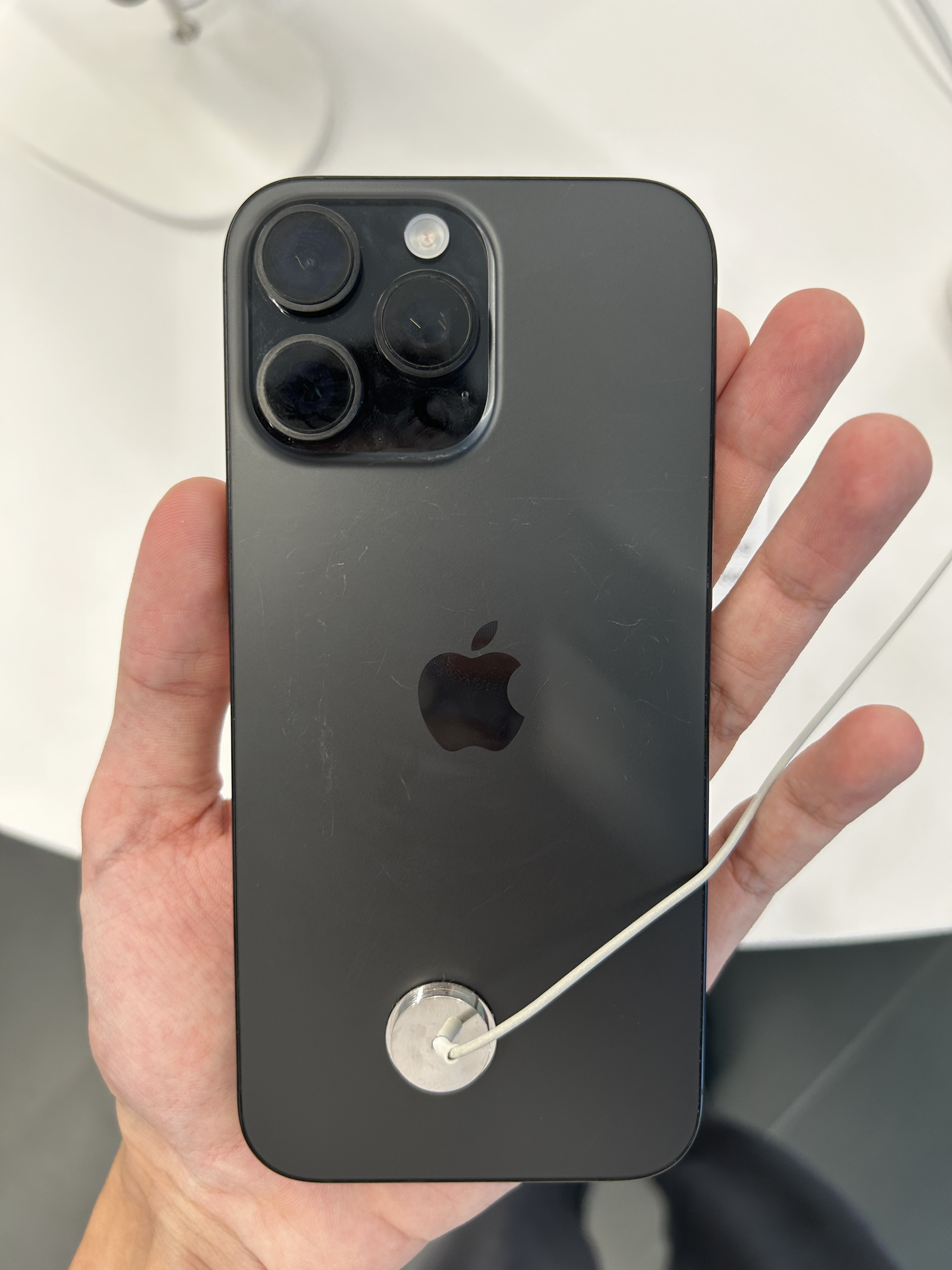
Чёрный титан
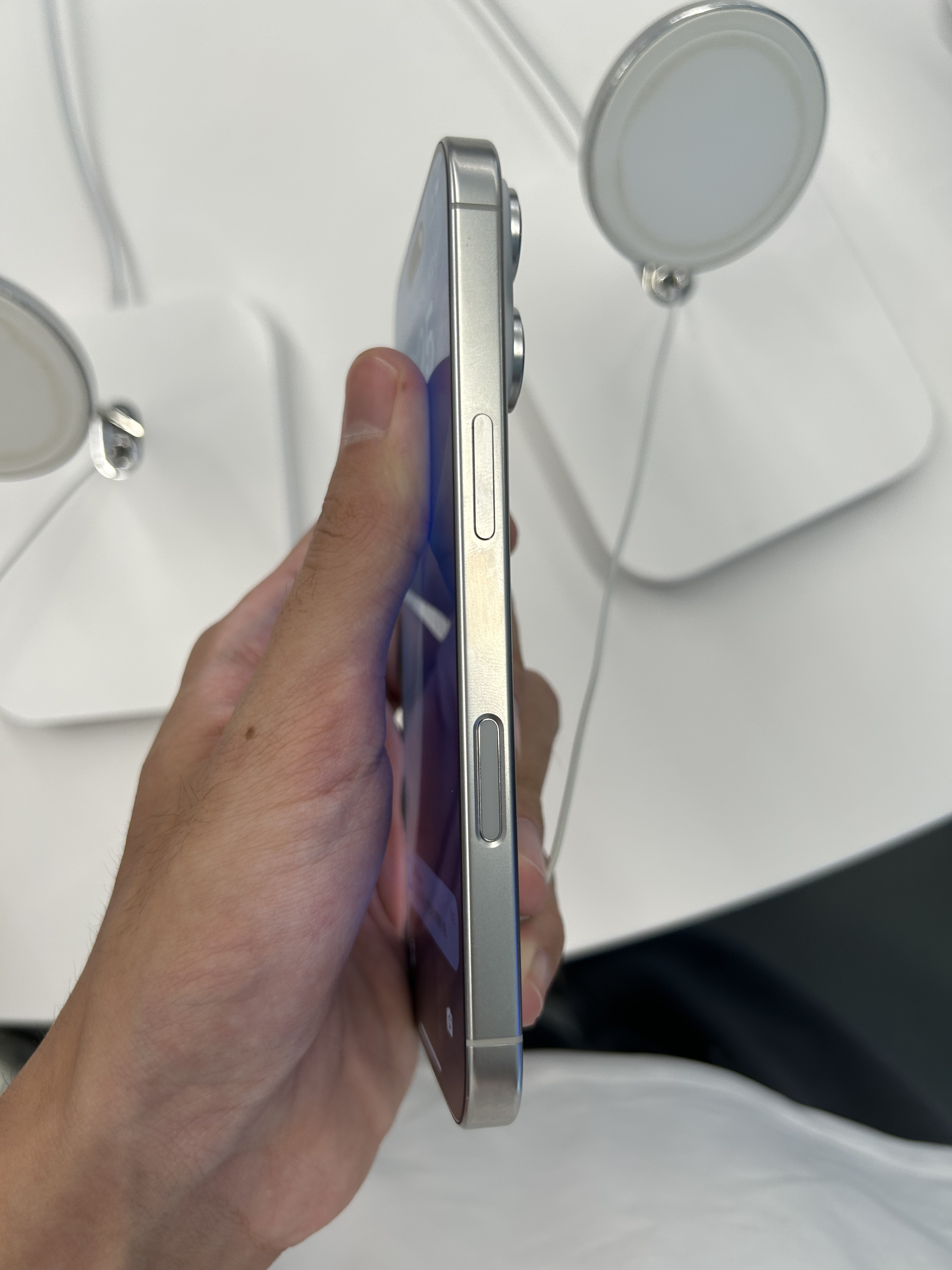
Рамка с кнопкой управления камерой

### Характеристики
Модели iPhone 16 Pro оснащены чипом Apple A18 Pro, созданным по 3-нанометровому техпроцессу второго поколения, что значительно повышает производительность, особенно в задачах, связанных с искусственным интеллектом. Этот чип включает в себя 6-ядерный CPU, 6-ядерный GPU и 16-ядерный нейронный движок, который ускоряет возможности машинного обучения, обеспечивая беспрепятственную интеграцию функций Apple Intelligence. Обе модели предлагают 8 ГБ памяти LPDDR5. Варианты памяти для iPhone 16 Pro включают модели от 128 ГБ до 1 ТБ, а для iPhone 16 Pro Max — от 256 ГБ до 1 ТБ.

### Apple и искусственный интеллект
Одна из флагманских особенностей iPhone 16 Pro — интеграция с Apple Intelligence, набором функций, основанных на искусственном интеллекте и использующих обработку данных на устройстве для решения задач, связанных с конфиденциальностью. Apple Intelligence расширяет функциональность Siri, улучшая понимание естественного языка и внедряя генеративные функции, такие как пользовательские эмодзи и визуальный интеллект, который может анализировать фотографии и идентифицировать объекты в режиме реального времени. Возможности ИИ предназначены для работы на устройстве, что сводит к минимуму обмен данными с внешними серверами.

### Камера
В моделях iPhone 16 Pro представлена обновлённая система камер. Они оснащены 48-Мп широкоугольной камерой с оптической стабилизацией изображения (OIS) со сдвигом матрицы и двух пиксельным автофокусом с фазовой детекцией (PDAF). Ультра широкоугольная камера теперь имеет разрешение 48 Мп. 5-кратный оптический зум, ранее доступный только на модели 15 Pro Max, теперь доступен также и на модели 16 Pro. Обе модели могут записывать видео в формате 4K со скоростью 120 кадров в секунду, предлагая самое высокое разрешение и частоту кадров для iPhone.

### Изменения и особенности
В дополнение к аппаратным и искусственным возможностям iPhone 16 Pro предлагает улучшенное отслеживание здоровья, особенно благодаря интеграции с Apple Watch Series 10. На мероприятии было объявлено, что в часах появится функция обнаружения апноэ во сне, что позволит использовать передовые возможности iPhone по отслеживанию состояния здоровья и совместимость между устройствами Apple.

### Цвета
На старте продаж iPhone 16 Pro и 16 Pro Max будет доступен в четырёх цветах: «белый титан», «пустынный титан», «натуральный титан», «чёрный титан».
| Цвет | Название          |
| ---- | ----------------- |
|      | Белый титан       |
|      | Пустынный титан   |
|      | Натуральный титан |
|      | Чёрный титан      |

### Кнопка управления камерой
Все модели iPhone 16 теперь оснащены новой кнопкой под названием Camera Control. Эта кнопка находится на правой стороне устройства и позволяет пользователю открывать приложение камеры, переключаться между различными элементами управления и функциями камеры, а также снимать фото и видео. Кнопка различает лёгкое и сильное нажатие. При однократном нажатии кнопка открывает приложение камеры. При лёгком двойном нажатии открывается небольшое меню с различными элементами управления камерой, такими как зум или тон, а при сильном нажатии пользователь делает снимок. Если удерживать кнопку в течение нескольких секунд, начнётся видеосъёмка.

## Продажи и цены
Предварительные заказы на iPhone 16 Pro и iPhone 16 Pro Max начались 9 сентября 2024 года, а в продажу они поступили 20 сентября 2024 года. Стоимость iPhone 16 Pro за версию с 128 ГБ памяти начинается от 999 долларов, а iPhone Pro Max — от 1199 долларов за модель с 256 ГБ памяти.